# Marthaville
Marthaville es un lugar designado por el censo ubicado en el parroquia de Natchitoches en el estado estadounidense de Luisiana. En el censo de 2020 tenía una población de 90 habitantes y una densidad poblacional de 30,82 habitantes por km². Fue incluido como CDP en el censo de 2020. 

## Geografía
Marthaville se encuentra ubicado en las coordenadas 31°44′20″N 93°23′48″O / 31.73889, -93.39667. Según la Oficina del Censo de los Estados Unidos,  tiene una superficie total de 2,92 km², todos correspondientes a tierra firme.